# صانع الحلقة
صانع الحلقة (بالإنجليزية: Looper)‏ هو فيلم خيال علمي وحركة وإثارة أمريكي صدر في 2012 من تأليف وإخراج ريان جونسون، وبطولة بروس ويليس وجوزيف غوردون-ليفيت وإيميلي بلنت. ترشح الفيلم لعدة جوائز فاز منها بستة، خمسة منها نالها ريان جونسون.

## طاقم التمثيل
- جوزيف غوردون-ليفيت وبروس ويليس في دور جو
- إيميلي بلنت في دور سارة
- بول دانو وفرنك برينان في دور ستيث
- نواه سيغان في دور كيد بلو
- بايبر بيرابو في دور سوزي
- جيف دانييلز في دور آب
- بيارس غاغنون في دور سيد
- شو تشينغ في دور دور زوجة جو (كبيرة)
- تراسي توماس في دور بياتريكس
- غاريت ديلاهونت في دور جيس
- نيك جوميز في دور دال

## قصة الفيلم
بعد اختراع السفر عبر الزمن بحلول العام 2074، يقوم صانع الحلقة وهو شخص مأجور يلتقي أشخاص من المستقبل ويقوم بقتلهم ثم يحصل علي اجره من خلال سبائك الفضة التي تاتي مع الضحية ويستخدم هذا من قبل المنظمات الإجرامية لارسال أولئك الذين تريد التخلص منهم إلى الماضي. جو (جوزيف غوردون-ليفيت) هو صانع الحلقة يواجه نفسه من المستقبل (بروس ويليس) عندما يتم ارساله للتخلص منه. يتناول الفيلم موضوعات تغيير الوقت والعمر والحب والجريمة.

## الإصدار
صدر الفيلم في 6 سبتمبر 2012، ليلة افتتاح مهرجان تورونتو السينمائي الدولي، ثم صدر في الولايات المتحدة الأمريكية في 28 سبتمبر 2012 عبر الموزع فيلمديستريكت بالمشاركة مع الشركة تري ستار بيكشرز.

### التقييم
حصل الفيلم على إشادة عالمية من النقاد، حيث حصل على نسبة 93% في موقع الطماطم الفاسدة بناء على 241 مراجعة حيث قالت عنه «كما أنه يشحذ الفكر مثل إثارته، صانع الحلقة هو خليط من الخيال العلمي الأصلي مع ذكاء غير مألوف وأكشن من الطراز القديم». على موقع ميتاكريتيك الفيلم حصل على متوسط تقييم 84% بنائاً على 44 ناقد، مشيراً إلى «إشادة عالمية».

### ترشيحات وجوائز
| الجائزة                                                     | المرشح             | النتيجة |
| ----------------------------------------------------------- | ------------------ | ------- |
| جائزة المجلس الوطني للمراجعة لأفضل سيناريو أصلي             | ريان جونسون        | فوز     |
| جائزة جمعية واشنطن العاصمة لنقاد السينما لأفضل سيناريو أصلي | ريان جونسون        | فوز     |
| جائزة جمعية نقاد البث السينمائي لأفضل سيناريو               | ريان جونسون        | رُشِّح     |
| جائزة جمعية نقاد البث السينمائي لأفضل ممثلة في فيلم أكشن    | إيميلي بلنت        | رُشِّح     |
| جائزة جمعية نقاد البث السينمائي لأفضل ممثل في فيلم أكشن     | جوزيف غوردون-ليفيت | رُشِّح     |
| جائزة جمعية نقاد البث السينمائي لأفضل فيلم أكشن             | صانع الحلقة        | رُشِّح     |
| جائزة جمعية نقاد البث السينمائي لأفضل فيلم خيال علمي/ رعب   | صانع الحلقة        | فوز     |
| جائزة جمعية لاس فيغاس لنقاد السينما لأفضل سيناريو           | ريان جونسون        | فوز     |
| جائزة جمعية شيكاغو لنقاد السينما لأفضل سيناريو أصلي         | ريان جونسون        | رُشِّح     |
| جائزة جمعية شيكاغو لنقاد السينما لأفضل ممثلة مساعدة         | إيميلي بلنت        | رُشِّح     |
| جائزة نقابة الكتاب الأمريكيين لأفضل سيناريو أصلي            | ريان جونسون        | رُشِّح     |
| جائزة جمعية هيوستن لنقاد السينما أفضل سيناريو أصلي          | ريان جونسون        | رُشِّح     |
| جائزة جمعية أوستن لنقاد السينما أفضل سيناريو أصلي           | ريان جونسون        | فوز     |
| جائزة جمعية فلوريدا لنقاد السينما أفضل سيناريو أصلي         | ريان جونسون        | فوز     |
| جائزة جمعية نقاد السينما على الإنترنت أفضل سيناريو أصلي     | ريان جونسون        | رُشِّح     |
| جائزة جمعية يوتا لنقاد السينما أفضل سيناريو أصلي            | ريان جونسون        | رُشِّح     |
| جائزة هوغو لأفضل عرض درامي - النموذج الطويل،                | ريان جونسون        | رُشِّح     |
| جائزة زحل لأفضل فيلم خيال علمي                              | صانع الحلقة        | رُشِّح     |
| جائزة زحل لأفضل مخرج                                        | ريان جونسون        | رُشِّح     |
| جائزة زحل لأفضل ممثل                                        | جوزيف غوردون-ليفيت | رُشِّح     |
| جائزة زحل لأفضل مونتاج                                      | بوب داكسي          | رُشِّح     |

## وصلات خارجية
- صانع الحلقة على موقع IMDb (الإنجليزية)
- صانع الحلقة على موقع ميتاكريتيك (الإنجليزية)
- صانع الحلقة على موقع الموسوعة البريطانية (الإنجليزية)
- صانع الحلقة على موقع روتن توميتوز (الإنجليزية)
- صانع الحلقة على موقع قاعدة بيانات الأفلام العربية
- صانع الحلقة على موقع ألو سيني (الفرنسية)
- صانع الحلقة على موقع أول موفي (الإنجليزية)
- صانع الحلقة على موقع بوكس أوفيس موجو (الإنجليزية)
- صانع الحلقة على موقع فيلمافينيتي (الإسبانية)
- صانع الحلقة على موقع قاعدة بيانات الأفلام السويدية (السويدية)
- الموقع الرسمي